# Dieci
Dieci is een Roemeense gemeente in het district Arad.
Dieci telt 1616 inwoners.